# 天主教里约热内卢的圣巴斯弟盎总教区
天主教里約熱內盧的聖巴斯弟盎總教區（拉丁語：Archidiocesis Sancti Sebastiani Fluminis Ianuarii）是羅馬天主教在巴西設立的一個總教區。
自治監督區於1575年7月19日成立，1676年11月16日昇為教區，1892年4月27日昇格為總教區。現任總主教為奧拉尼·若望·坦佩斯塔樞機，輔理主教為安多尼·奧斯定·迪亞斯-杜阿爾特、羅格·科斯塔-索扎、岳厄爾·波爾特拉-阿馬多、保祿·阿爾韋斯-羅芒、茹阿雷茲·德洛爾托-塞科、保祿·賽蘇·迪亞斯-多-納斯西門托、茲齊斯瓦夫·斯坦尼斯瓦夫·布瓦什奇克和塞利奧斯·達-西韋拉-卡里什托-菲爾奧，榮休總主教為歐瑟伯·奧斯卡·曬德樞機，榮休輔理主教為阿西斯·洛佩斯。

## 附屬教區

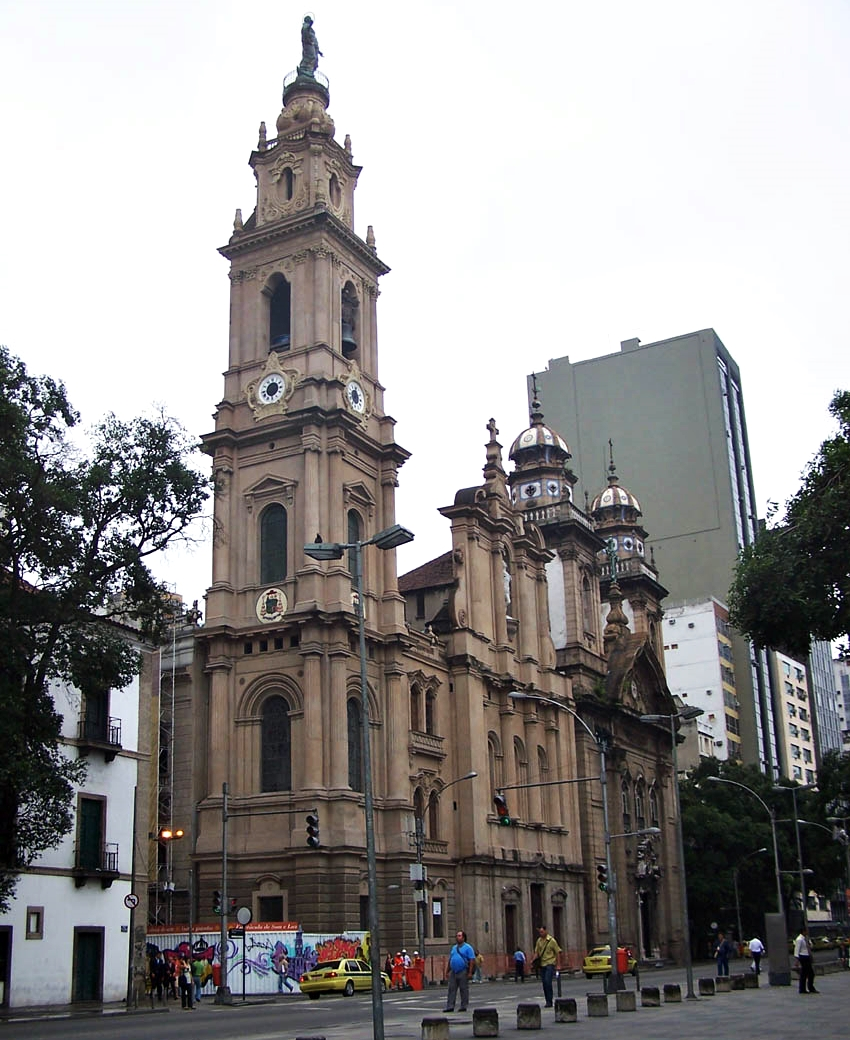
舊主教座堂

- 天主教巴拉杜皮拉伊-沃爾塔雷東達教區
- 天主教卡希亞斯公爵城教區
- 天主教伊塔瓜伊教區
- 天主教新伊瓜蘇教區
- 天主教瓦倫薩教區